# Кобрин, Вячеслав Михайлович
Вячеслав Михайлович Кобрин (1958—2016) — советский музыкант, основатель группы «Рок-сентябрь».

## Биография
Родился в 1958 году.
С детства занимался музыкой, окончил музыкальную школу по классу флейты, самоучка-гитарист, играл в местных рок-коллективах.
Творческая деятельность:
- 1979 год — создает свою группу «Диско-Сентябрь», тексты многих песен для коллектива писал Александр Башлачёв.
- 1981 год — группа меняет название на «Рок-Сентябрь» и записывает альбом «Нам нужен ветер».
- 1982—1983 годы — сотрудничество с Юрием Шевчуком, выпуск альбома «Компромисс» (1983).
- 1984 год — группа попадает в разряд неблагонадежных, и Вячеслав переезжает в Эстонию. Там он работает с очень популярным Magnetic Band с Гуннаром Грапсом и Ultima Thule с Тынисом Мяги.

В те годы Кобрина считали одним из лучших блюзовых гитаристов СССР.
В конце 1980-х годов переезжает в Канаду.
Два года подряд участвовал в ежегодном фестивале, приуроченном к дню рождения А. Башлачёва, «Рок-Череповец».
Последние годы жизни провел в Коста-Рике, в городе Мануэль-Антонио. В апреле 2016 года Кобрин был найден лежащим без сознания на полу в его ванной — инсульт. Скончался в больнице 23 апреля 2016 года.

## Семья
Мать — Кобрина Татьяна Владимировна (1936—2006), руководитель знаменитого в СССР в 70-80-е годы хора мальчиков, заслуженный работник культуры Российской Федерации.
Отец — Кобрин Михаил Матвеевич (1935—2006), музыкант, директор Череповецкого дома культуры, директор Детской музыкальной школы № 2, руководитель городского оркестра баянистов.
Жена — Кобрина Валентина, проживает в Коста-Рике.
Брат — Кобрин Матвей Михайлович, 1970 г. р., режиссёр монтажа, проживает в Череповце.